# Gerhard Lutz (Kunsthistoriker)
Gerhard Lutz (* 1965) ist ein deutscher Kunsthistoriker und Kurator, der vor allem auf die Kunst des Mittelalters spezialisiert ist.

## Leben
Er studierte an den Universitäten Freiburg im Breisgau, Wien, Bamberg und Berlin Kunstgeschichte, mittelalterliche Geschichte und Archäologie. Bereits während des Studiums arbeitete Lutz an Ausstellungsprojekten der Staatlichen Museen zu Berlin mit. Seine Magisterarbeit aus dem Jahr 1994 trägt den Titel Die ehemalige Cluniazenserprioratskirche Souvigny (Allier) – Probleme der Erforschung des romanischen Baues. Er wurde 2001 bei Robert Suckale und Hartmut Krohm an der Freien Universität Berlin mit einer Arbeit zu sächsischen und westfälischen Kruzifixdarstellungen in der ersten Hälfte des 13. Jahrhunderts promoviert.
Zunächst als Volontär am Roemer- und Pelizaeus-Museum beschäftigt, wechselte er 2001 als wissenschaftlicher Mitarbeiter zum Dommuseum Hildesheim, wo er seit 2016 als stellvertretender Direktor tätig war. Er kuratierte hier zahlreiche, von der Fachwelt beachtete Ausstellungen wie Bild und Bestie: Hildesheimer Bronzen der Stauferzeit (2008), Triumph und Tod: Frühe Kruzifixe (2017) und Zeitenwende 1400: Hildesheim als europäisches Zentrum (2019). Seit Mai 2020 hat Lutz die Stelle des Robert P. Bergman Curator of Medieval Art am Cleveland Museum of Art in Ohio inne.
Gerhard Lutz unterrichtete am Institute of Fine Arts in New York, der Technischen Universität Dresden, der Universität Bern und ist Initiator des Forum Kunst des Mittelalters des Deutschen Vereins für Kunstwissenschaft.

## Schriften (Auswahl)
- Das Hochaltarretabel aus dem Mindener Dom. Ein Beitrag zur Stelle Lübecks als Kunstzentrum im Hanseraum. In: Uwe Albrecht (Hrsg.): Figur und Raum. Mittelalterlicher Holzbildwerke im historischen und kunstgeographischen Kontext. Reimer, Berlin 1994, S. 153–171.
- Das Bild des Gekreuzigten im Wandel. Die sächsischen und westfälischen Kruzifixe der ersten Hälfte des 13. Jahrhunderts. Imhof, Petersberg 2004.
- Zwischen Meisterwerk und Massenproduktion. Überlegungen zur spätgotischen Skulptur in Deutschland. In: Bruno Klein (Hrsg.): Stilfragen zur Kunst des Mittelalters. Reimer, Berlin 2006, S. 165–183.
- Repräsentation und Affekt. Skulptur 1250–1430. In: Bruno Klein (Hrsg.): Geschichte der Bildenden Kunst in Deutschland, Band 3: Gotik. Prestel, München u. a. 2007, S. 327–397.
- Ein Kruzifix der Mitte des 13. Jahrhunderts. Überlegungen zur Produktion einer westfälischen Bildschnitzerwerkstatt. In: Westfalen 85/86 (2007/2008), S. 69–82.
- mit Felix Prinz: Drachenlandung. Ein Hildesheimer Drachenaquamanile des 12. Jahrhunderts. Schnell & Steiner, Regensburg 2016.
- mit Shirin Fozi (Hrsg.): Christ on the Cross. The Boston Crucifix and the Rise of Monumental Wood Sculpture, 970–1200. Brepols, Turnhout 2020.
- Hildesheim as a Nexus of Metalwork Production, c. 1130–1250. In: John McNeill (Hrsg.): The Regional and Transregional in Romanesque Europe. Routledge, London 2021.